# Zbigniew Lasocki
Zbigniew Stanisław Lasocki (ur. 18 czerwca 1936 w Łucku) – polski pianista i pedagog, profesor Akademii Muzycznej w Łodzi, dyrektor Filharmonii Łódzkiej im. Artura Rubinsteina (do 2007), prezes Łódzkiego Towarzystwa Muzycznego im. Karola Szymanowskiego w Łodzi (od 1987).

## Życiorys
Ukończył studia muzyczne na Wydziale Instrumentalnym Państwowej Szkoły Muzycznej w Łodzi w 1961. Tytuł profesora zwyczajnego uzyskał w 1991. Jest pianistą, a także pedagogiem, profesorem Akademii Muzycznej w Łodzi, do 2007 był dyrektorem Filharmonii Łódzkiej im. Artura Rubinsteina, prezesem Łódzkiego Towarzystwa Muzycznego im. Karola Szymanowskiego.
Jest konsultantem ds. nauczania gry na fortepianie w Centrum Edukacji Artystycznej przy Ministerstwie Kultury i Rady Wyższego Szkolnictwa Artystycznego. Zasiadał w jury wielu konkursów pianistycznych w kraju i za granicą, m.in. Międzynarodowego Konkursu im. Karola Szymanowskiego w Łodzi, Konkursu Interpretacji Muzyki Francuskiej, dziecięcych konkursów chopinowskich, Międzynarodowego Konkursu Pianistycznego w Palm Beach na Florydzie. Jako solista i akompaniator grał z wieloma instrumentalistami i śpiewakami. Jest członkiem Zarządu Towarzystwa im. Fryderyka Chopina, członkiem zarządu Międzynarodowej Fundacji im. Fryderyka Chopina. Od 2005 jest członkiem Rady Programowej Narodowego Instytutu Fryderyka Chopina. Był członkiem Zarządu Polskiego Instytutu Muzycznego (2010–2014), a od 2014 jest wiceprezesem PIM. W 2014 był członkiem Komitetu Honorowego popierającego wybór Joanny Kopicińśkiej na prezydenta Łodzi.
Odbył liczne koncerty w kraju i za granicą, m.in. we Włoszech, Austrii, Francji, Hiszpanii, RFN, Belgii, Holandii, Szwajcarii, Czechach, i na Węgrzech.

## Odznaczenia
- Brązowy Krzyż Zasługi (1996)[8]
- Srebrny Krzyż Zasługi (2002)[9]
- Srebrny Medal „Zasłużony Kulturze Gloria Artis” (2016),
- Dyplom uznania Stowarzyszenia Polskich Artystów Muzyków (2016)[10].